# Bilans instytucji finansowych
Bilans instytucji finansowych (ang. financial institutions’ balance sheet) – jeden z elementów sprawozdania finansowego instytucji finansowej (np. banku), w którym ujęte są aktywa (majątek) i pasywa (źródła finansowania) podmiotu. Bilans instytucji finansowych sporządzany jest zgodnie z uniwersalnymi metodami rachunkowości.
Specyfika bilansu instytucji finansowych w porównaniu z bilansami innych podmiotów gospodarczych (np. przedsiębiorstw produkcyjnych, usługowych) polega na:
- odwrotnym umiejscowieniu depozytów i kredytów w stosunku do standardowych przedsiębiorstw (np. w przypadku banku udzielone kredyty są aktywami, ponieważ bank uzyskuje z ich tytułu przypływ gotówki ze spłacanych rat kredytowych; z kolei przyjęte lokaty są zobowiązaniami, gdyż spowodują one w przyszłości odpływ gotówki),
- zestawieniu aktywów według stopnia płynności, tj. od najbardziej płynnych (np. gotówki) do najmniej płynnych (np. elementów majątku trwałego),
- zestawieniu pasywów według poziomu stabilności,
- niewielkim udziale majątku trwałego w całości sumy bilansowej.

| Aktywa | Pasywa |
| --- | --- |
| 1. kasa, operacje z bankiem centralnym, 2. należności od sektora finansowego, 3. należności od sektora niefinansowego, 4. należności od sektora budżetowego, 5. należności z tytułu zakupionych papierów wartościowych z otrzymanym przyrzeczeniem odkupu, 6. papiery wartościowe, 7. aktywa trwałe, 8. inne aktywa. | 1. operacje z bankiem centralnym, 2. zobowiązania wobec sektora finansowego, 3. zobowiązania wobec sektora niefinansowego, 4. zobowiązania wobec sektora budżetowego, 5. zobowiązania z tytułu sprzedanych papierów wartościowych z udzielonym przyrzeczeniem odkupu, 6. zobowiązania z tytułu emisji własnych papierów wartościowych, 7. inne pasywa, 8. rezerwy celowe na zobowiązania pozabilansowe, 9. kapitały (fundusze), 10. wynik w trakcie zatwierdzania, 11. wynik (zysk/strata) roku bieżącego |
| RAZEM AKTYWA | RAZEM PASYWA |